# Schloss Chantilly

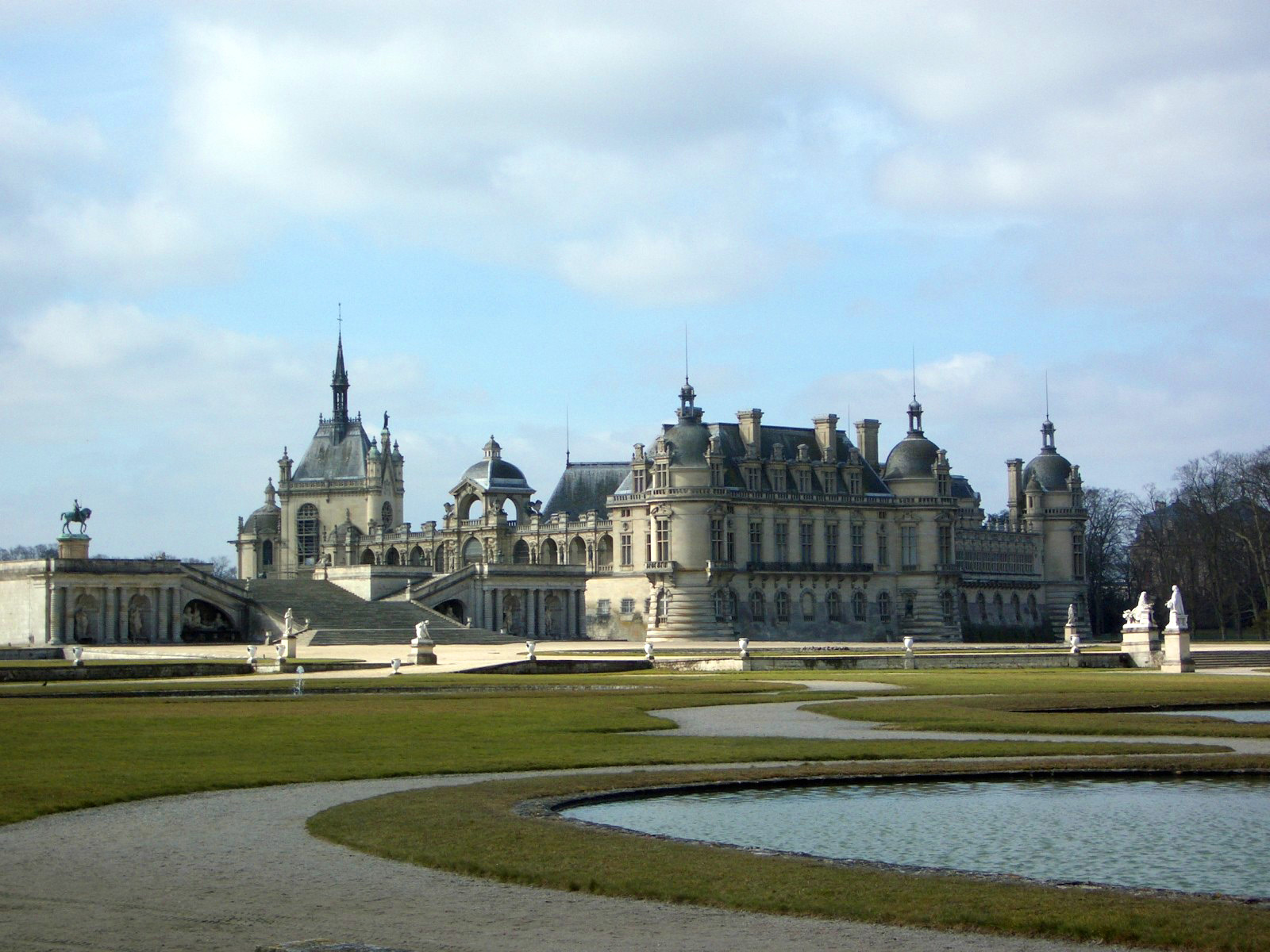
Schloss Chantilly

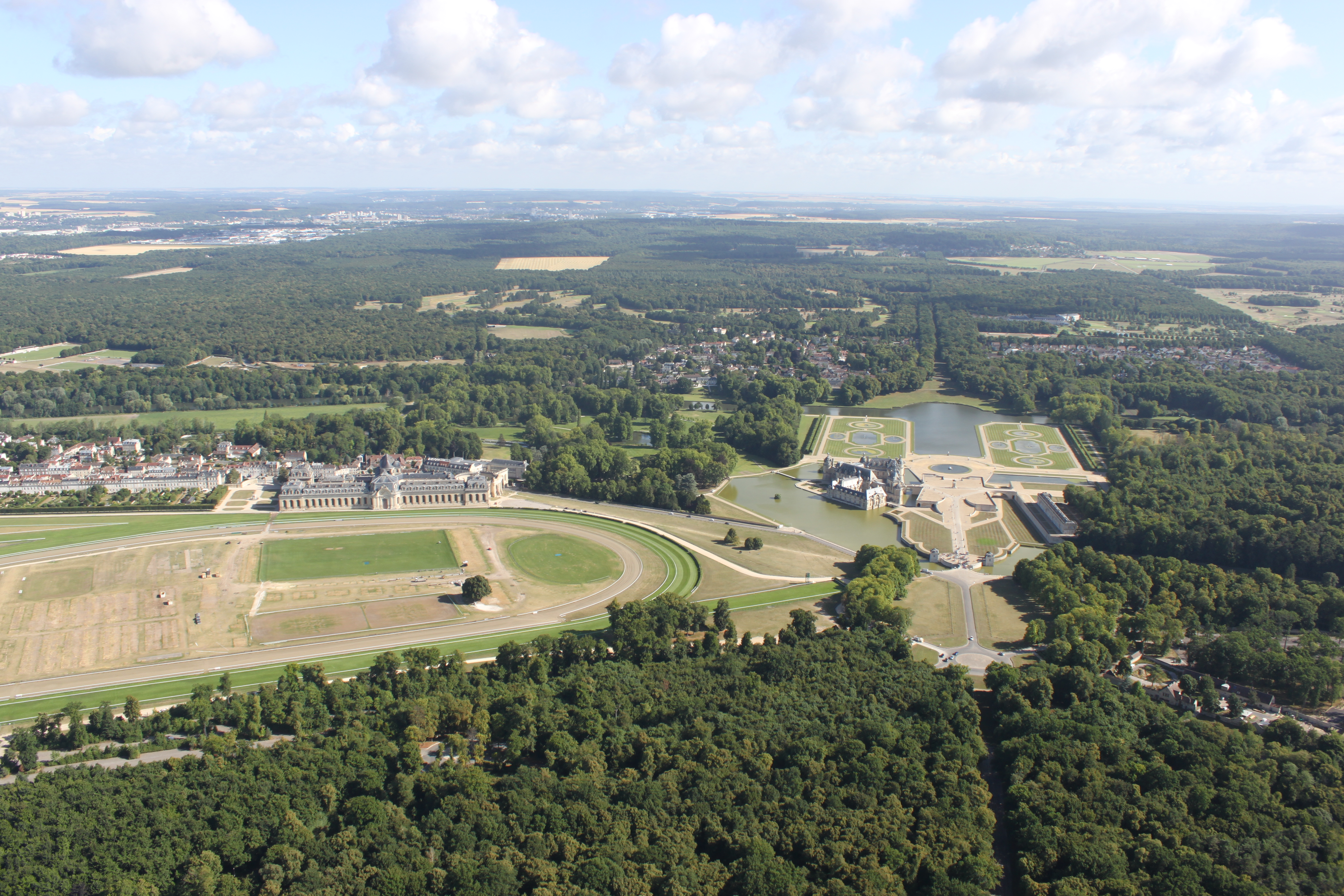
Blick auf Schloss, Park und Rennbahn

Das Schloss Chantilly liegt in der französischen Kleinstadt Chantilly im Département Oise, ca. 50 Kilometer nördlich von Paris. Es ist durch seinen Park, seine Gemäldesammlung und das Musée du Cheval im Großen Marstall („Grandes Écuries“) weithin bekannt; Schloss und Park sind für Besucher geöffnet.
Das Schloss wurde um 1560 für Anne de Montmorency erbaut und fiel nach Aussterben der Hauptlinie der Montmorency 1643 durch Erbschaft an die Prinzen von Bourbon-Condé, deren Sitz es bis zu ihrem Aussterben 1830 – mit Unterbrechung während der Revolutions- und Napoleonzeit – blieb. Danach fiel es an den Herzog von Aumale, einen jüngeren Sohn des Bürgerkönigs Louis-Philippe, der das in der Revolutionszeit zerstörte Schloss 1876–82 wieder aufbauen ließ und es dem Institut de France vermachte.
Es beherbergt mit dem Musée Condé eine der größten privaten Kunstsammlungen der Welt sowie eine historische Bibliothek im Kleinen Schloss mit 700 Handschriften und 12.000 wertvollen Büchern, darunter die Très Riches Heures und das Stundenbuch des Étienne Chevalier.

## Geschichte

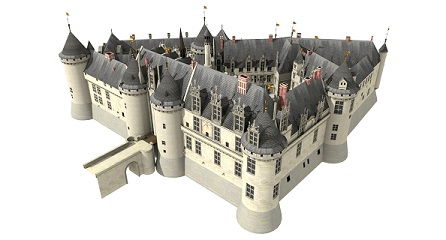
Schloss Chantilly im 17. Jahrhundert (3D-Darstellung)

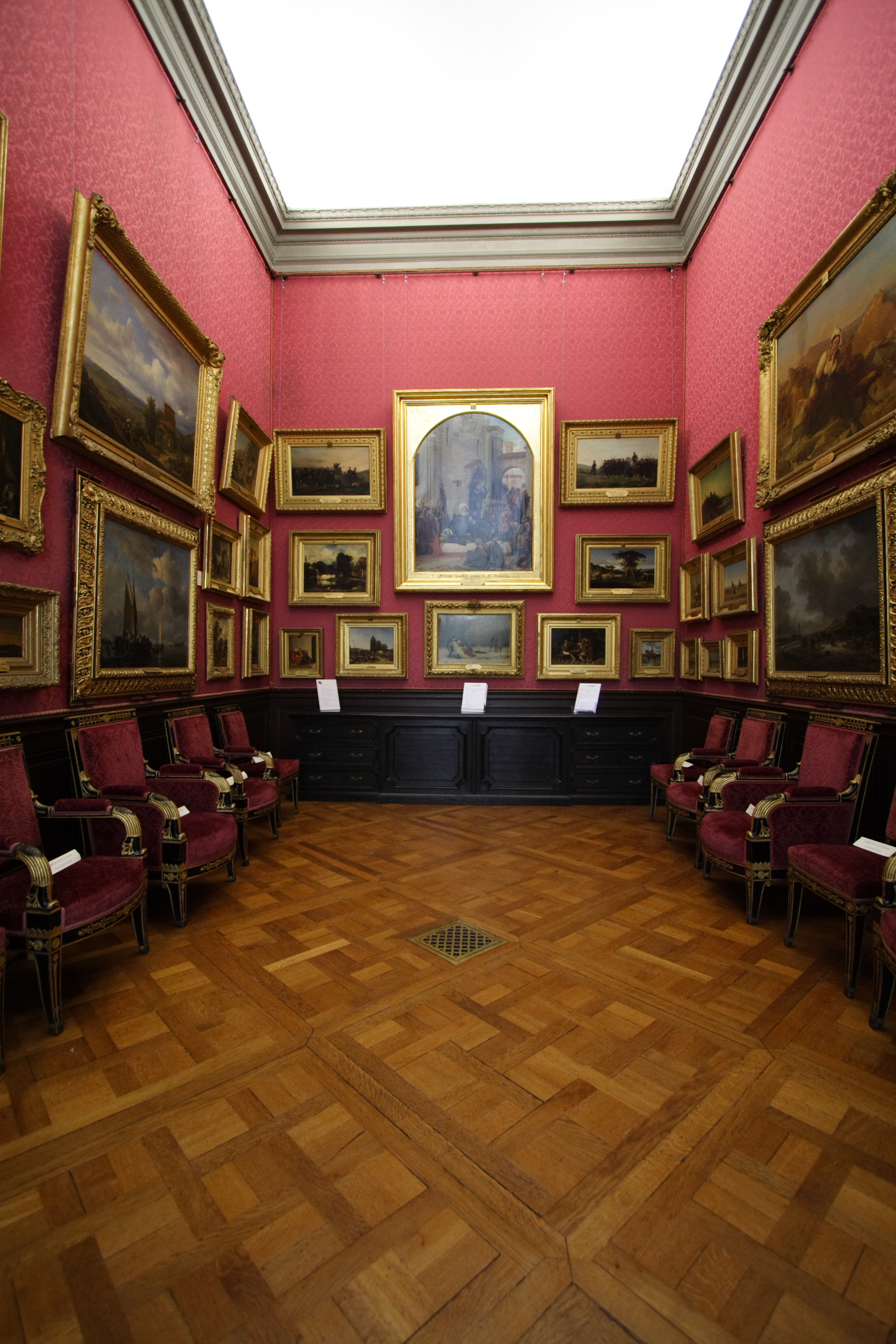
Typisches Chantilly-Parkett im Musée Condé

Die erste urkundliche Erwähnung des Schlosses Chantilly stammt aus dem Jahre 1358 im Zusammenhang mit seiner Zerstörung im Zuge des Bauernaufstandes Jacquerie und seines Wiederaufbaues durch Pierre d’Orgemont, der im Jahre 1394 beendet wurde. 
Im Jahre 1421, während des Hundertjährigen Krieges, belagerten englisch-bourguignonische Truppen das Schloss. Dessen Herrin Jacqueline de Paynel, Witwe von Jean de Fayel und Pierre II. d’Orgemont – dieser war in der Schlacht von Azincourt ums Leben gekommen –, musste das Schloss verlassen. Jacqueline de Paynel rettete so den Bewohnern des Schlosses das Leben; die umliegenden Dörfer wurden jedoch vollständig zerstört.
1484 gelangte ein älterer Vorgängerbau in den Besitz des Adelshauses der Montmorency und zwischen 1528 und 1551 wurde die mittelalterliche Burg vom französischen Heerführer Anne de Montmorency erheblich erweitert und zum Renaissance-Schloss umgebaut, einem unregelmäßigen Dreieck mit Türmen und einer Doppelturm-Toranlage. In den folgenden dreihundert Jahren wurden zahlreiche bauliche Veränderungen vorgenommen. Mit seinem Enkel Henri II. de Montmorency, der 1632 hingerichtet wurde, weil er sich an einem Aufstand gegen Kardinal Richelieu beteiligt hatte, erlosch die Hauptlinie der Montmorency. Seine Güter – darunter Chantilly  und Schloss Écouen – wurden zunächst von Ludwig XIII. konfisziert, dann aber, da Henri II. kinderlos war, seiner Schwester Charlotte-Marguerite de Montmorency zurückgegeben. Diese war mit einem Cousin des Königs verheiratet, Henri II. de Bourbon, prince de Condé, und einst auch kurzzeitig die Geliebte seines Vaters Heinrich IV. gewesen. Sie erbte den Titel einer Herzogin von Montmorency.
1515 erhielt Guillaume de Montmorency durch eine päpstliche Bulle das Recht, die Messe zu halten und alle Sakramente in der Kapelle des Schlosses zu verteilen. Dies war eines der ersten Zeichen der Autonomie des Schlosses und seiner Bewohner gegenüber den umliegenden Pfarreien.
Zu Beginn des 16. Jahrhunderts war das Schloss von den folgenden Weilern umgeben:
- Grandes Fontaines, unterhalb der heutigen Rue des Fontaines
- Petites Fontaines, auch Normandie genannt, auf der Unterseite des heutigen Quai de la Canardière und der Rue de la Machine
- Aigles, der sich auf dem Platz der heutigen Pferderennbahn befindet und der seinen Namen dem Bauern verdankt, der es am Ende des Mittelalters bearbeitet hatte. Der Ort verschwand zur Gänze nach den Hugenottenkriegen.
- Quinquempoix, der größte der Weiler und auch der dem Schloss am nächsten gelegene.[3]

Erweiterungen des Schlosses erfolgten ab dieser Zeit im Ort Quinquempoix. Er beherbergte eine Kapelle, die für 1219 dokumentiert ist, dem heiligen Germanus gewidmet war und im 17. Jahrhundert im Zuge der Erweiterungen des Schlossparks verschwand. In Quinquempoix wurden mehrere Gebäude errichtet, um die Beamten des Prinzen zu beherbergen, wie etwa das Hôtel de Beauvais, das im Jahre 1539 für den Jagdführer von Connétable Anne de Montmorency erbaut wurde, oder das Hôtel de Quinquempoix, das um 1553 für den Schildknappen des Connétable errichtet wurde.

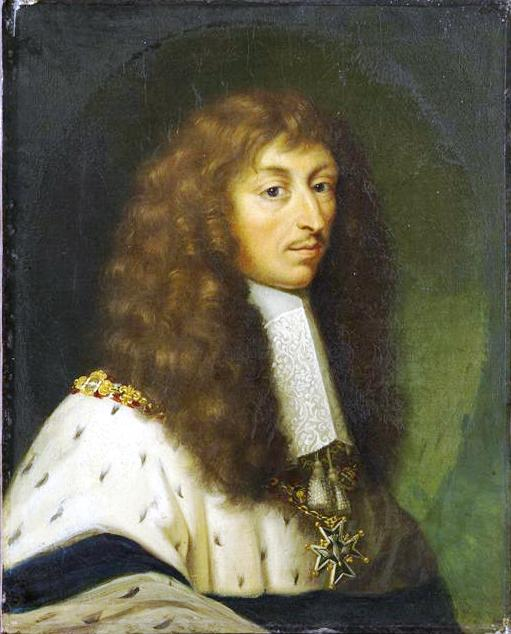
Der „Grand Condé“

Damit ging das Erbe der Montmorency an das Haus Bourbon-Condé, eine Nebenlinie des Königshauses der Bourbonen, über. Von 1643 bis 1830 blieb das Schloss die Residenz der Herzöge von Bourbon-Condé, unterbrochen durch die Französische Revolution und die napoleonische Zeit. Auf Charlotte-Marguerite folgte ihr Sohn Louis II. de Bourbon, prince de Condé („Grand Condé“ genannt). Auch ihm wurde das Schloss zeitweise konfisziert, zwischen 1652 und 1659, da er sich während der Fronde gegen den Kardinal Jules Mazarin gestellt hatte. Zwar wurde ihm das Schloss nach dem Pyrenäenfrieden zurückgegeben, da er aber in Versailles unwillkommen blieb, verbrachte er viel Zeit mit der Verschönerung von Chantilly. Er kaufte zahllose Möbel und Kunstwerke. 1671 söhnte er sich mit Ludwig XIV. aus und empfing diesen in Chantilly. Zu dieser Zeit beauftragte er André Le Nôtre mit der Anlage des Parks, noch bevor dieser den von Versailles schuf. 1671–73 wurden der Grand Canal und die Gartenparterres angelegt und bis 1688 erweitert; er gehört zu den bekanntesten Barockgärten Frankreichs und vereint riesige Wasserbecken mit ebensogroßen Rasenflächen und weiten Sichtachsen bis zum Horizont. Die gesamte Parkachse ist auf einen nie errichteten barocken Zentralbau ausgerichtet, von dem nur eine bastionsartige Substruktur existiert. Der „Große Condé“, wie er genannt wurde, empfing hier Schriftsteller wie La Fontaine, La Bruyère, Bossuet, Madame de La Fayette, Madame de Sévigné, Mademoiselle de Scudéry oder den Philosophen Malebranche. Condé gab rauschende Feste und Molière schrieb hier Die lächerlichen Preziösen und führte den Tartuffe auf. Condé ließ eine Allee („Philosophenallee“) aus zweistämmigen Baumreihen anlegen. Gegen Ende seines Lebens beauftragte er Mansart mit einer Modernisierung der Innenräume.

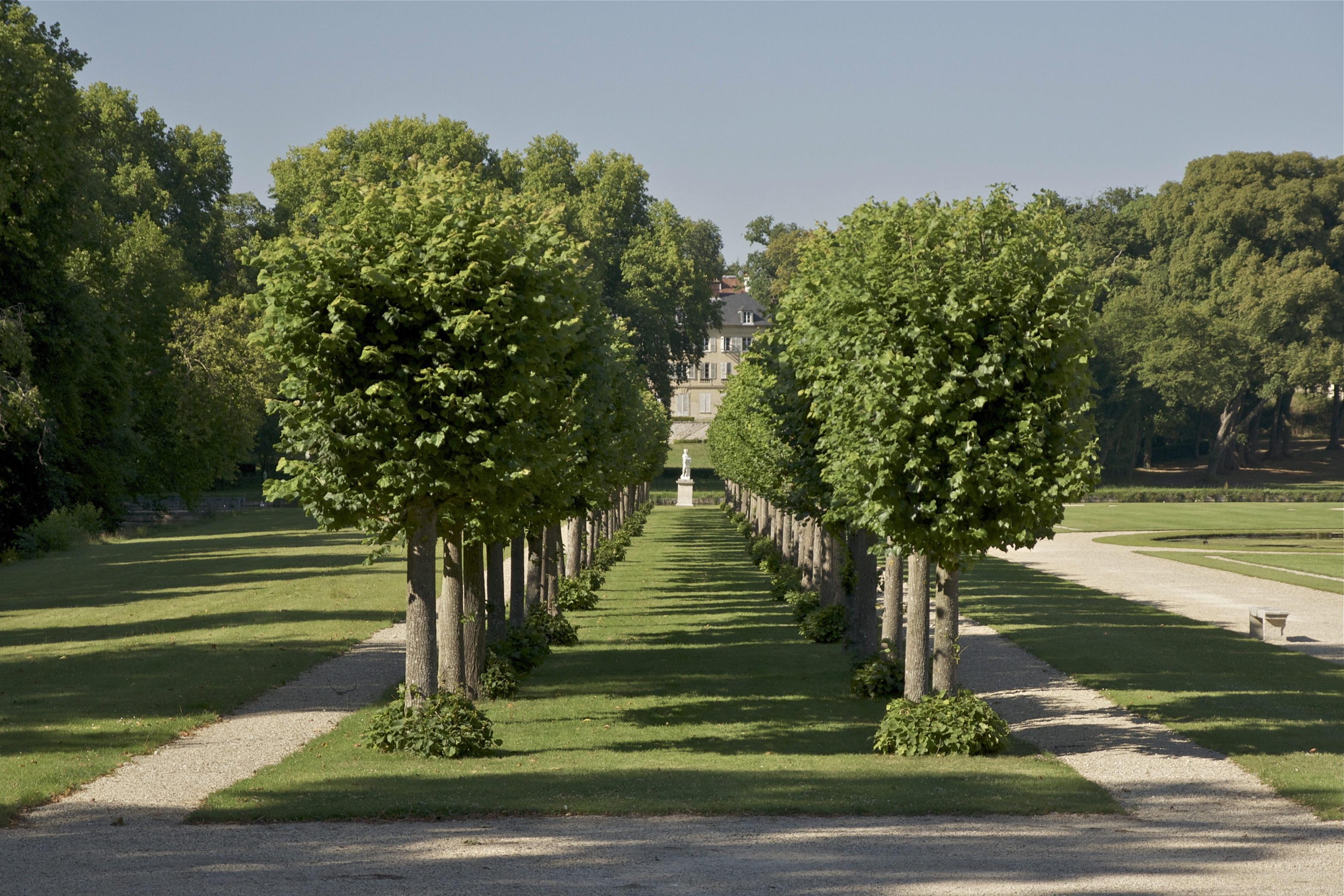
Philosophenallee

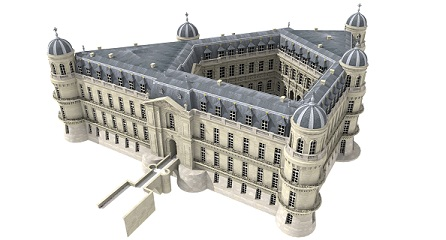
Schloss Chantilly im 18. Jahrhundert (3D-Darstellung)

Der Sohn des Großen Condé, Henri Jules de Bourbon, prince de Condé, genannt Condé Le Fol (der verrückte Condé), gab ungeheure Summen aus, um das Schloss durch Mansart und Jean Aubert auch von außen im barocken Architekturstil umgestalten zu lassen. In die dreieckige Anlage ließ er einen fünfeckigen Hof einbauen. Dessen Enkel, Louis IV. de Condé, der als Premierminister von 1723 bis 1725 wenig erfolgreich war, zog sich anschließend nach Chantilly zurück, wo er die Innenräume durch bekannte Meister wie Oudry, Desportes, Huet und Nattier weiter ausstatten ließ. Dessen Sohn Louis V. de Condé ließ ab 1775 im Park, dessen Außenbereich während des 18. Jahrhunderts im Stil englischer Landschaftsgärten umgestaltet wurde, ein idealisiertes Bauerndorf errichten, welches man dem Zeitgeschmack nach als bäuerliche Idylle gestaltete und das die Königin Marie-Antoinette zum Vorbild für ihren Hameau (deutsch: Dörfchen) im Park des Petit Trianon wählte.
Der Sohn Louis VI. de Condé floh bei Ausbruch der Französischen Revolution 1789 ins Ausland und opponierte von dort gegen die Revolution und die Herrschaft Napoleons. In seiner Heimat wurde er zum Verräter erklärt und seine Güter beschlagnahmt. 1814 kehrte er zusammen mit Ludwig XVIII. nach Frankreich zurück. 1830 vererbte er seinen Besitz, zu dem auch Chantilly gehörte, seinem Großneffen Henri von Orléans, Herzog von Aumale (1822–1897). 1876–82 ließ Aumale auf den Grundmauern des in der Revolutionszeit völlig zerstörten Großen Schlosses einen neuen Schlossbau nach den Plänen des französischen Architekten Honoré Daumet (1826–1911) errichten. Der historistische Baustil entsprach dem Geschmack der zweiten Hälfte des 19. Jahrhunderts. Aumale erweiterte die Condé’sche Kunstsammlung noch erheblich.
1834 wurde die Pferderennbahn von Chantilly eröffnet, die zusammen mit dem Großen Marstall internationalen Ruhm erlangte. Der Große Marstall von 1719 gehören nicht nur zu den größten und prächtigsten Marställen der Welt, sondern sie bieten außerdem ein eindrucksvolles Bild von der Architektur des Ancien Régime. 1886 vermachte Aumale das Schloss, seine Parkanlagen und Nebengebäude dem Institut de France.
Im Ersten Weltkrieg befand sich hier das Hauptquartier der französischen Streitkräfte. Hier fanden auch mehrere Konferenzen der Alliierten statt. Heute ist es zur Besichtigung freigegeben.
Schloss Chantilly ist Namensgeber für ein bestimmtes Parkettmuster, das Chantilly-Parkett (parquet Chantilly).

## Zitate
„Von allen Orten, die die Sonne bescheint, gibt es keinen mehr wie diesen.“

„Warum hat man mich siebenmal nach Versailles geführt und niemals hierher?“

## Trivia
Das Schloss diente wiederholt als Drehort für Filme, unter anderem als Kulisse für den James-Bond-Spielfilm Im Angesicht des Todes (1985) und The Gray Man (2022). Im Computerspiel Battlefield 1 (2016) ist das Schloss mit seinem Park nachgebildet und dient als Vorlage für eine Map des Spiels.